# デスティニー オブ スピリッツ
デスティニー オブ スピリッツ（Destiny of Spirits）はソニー・コンピュータエンタテインメントが運営していたPlayStation Vita用のオンラインゲーム。基本料金は無料（アイテム課金）。2014年3月にサービスを開始し、2015年6月30日にサービスを終了した。

## 概要
本作はオンライン専用ゲームであり、世界中のプレイヤーと運命で繋がるグローバル・ロケーションゲームという設定になっている。本作ではスピリッツという生物が登場する。アジア・アメリカ・ヨーロッパでバージョンが分かれており、トレードなどで各バージョンのスピリッツを入手できる。

## 属性
本作ではスピリッツには属性が設定されている。属性は五行思想と光と闇で構成されている。属性は以下の通り。
木
この属性は土に強いが、金に弱い。
土
この属性は水に強いが、木に弱い。
水
この属性は火に強いが、土に弱い。
火
この属性は金に強いが、水に弱い。
金
この属性は木に強いが、火に弱い。
光
この属性は闇と相対している。
闇
この属性は光と相対している。